# 范富庶

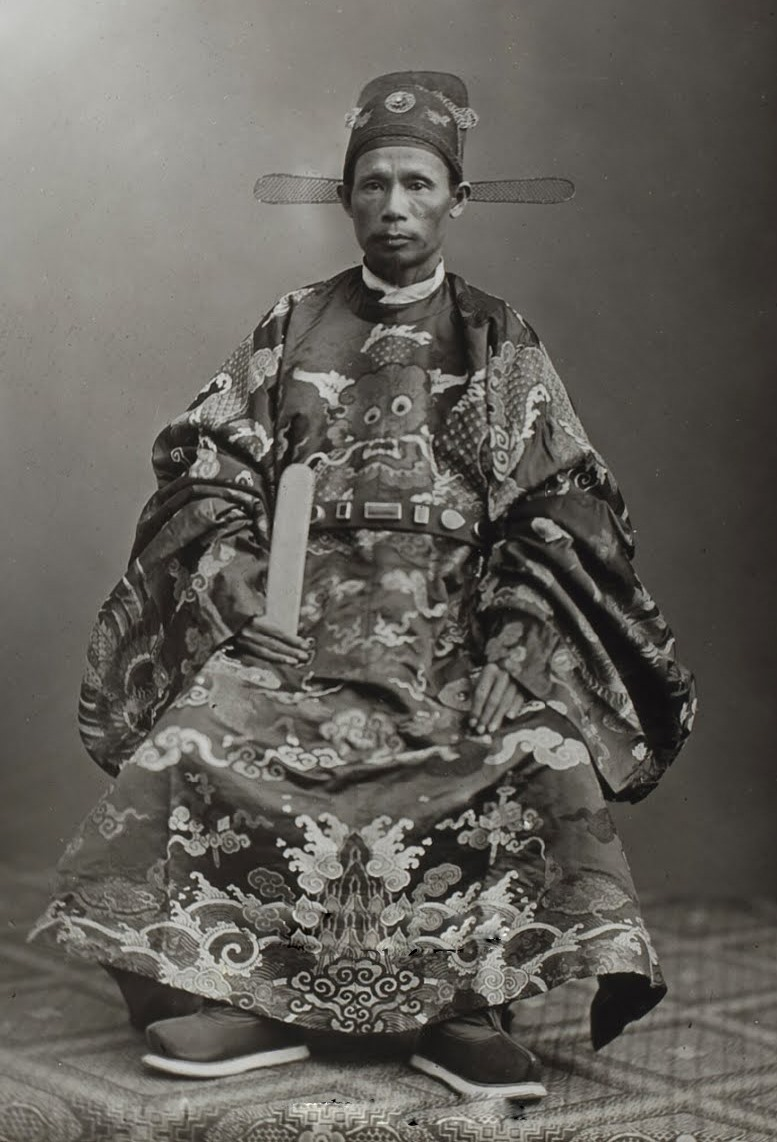
范富庶

范富庶（越南语：／，1821年—1882年），字教之（越南语：／），號竹堂（越南语：／），別號蔗園（越南语：／），越南阮朝官員。

## 生平
范富庶是廣南省奠磐府延福縣多和上總東番社（今屬廣南省奠磐市社奠中社南河一村）人，本名范富恕，中進士時，紹治帝賜名范富庶。他的五世祖來自北方，入籍廣南延福。范富庶母親早逝，年少時家庭貧困。范富庶喜愛讀書，和哥哥范富維因孝順父親而聞名鄉里。紹治二年（1842年），范富庶參加鄉試，考中承天場舉人。次年（1843年），范富庶會試中格，參加庭試，考中三甲同進士出身。范富庶被任命為編修，後任諒江府知府，陞任侍讀。後因父親去世而辭官服喪。三年後充任經筵起居注。嗣德三年（1850年），嗣德帝因寒雨大作而停止上朝，也不請經筵官給自己授課。范富庶因而上諫，言語激烈。嗣德帝下詔批評他，但不議他的罪。次年（1851年），嗣德帝派他出使廣東，送漂流至越南的清朝官員回國，不久授思義府知府。該府土地貧瘠，民生困苦。范富庶到任之後，積極勸農，並設立五十多座義倉來預備賑濟民眾。後轉任禮部員外郎。當時廣義省有少數民族暴動，嗣德帝以范富庶曾任思義府知府，熟悉當地民情為由派其從軍進剿，攻破蠻柵。後歷任清化、河靜二省按察使，然後入閣任職。
嗣德十二年（1859年），范富庶上報自己患病，嗣德帝命賜人參藥品給他。范富庶又以改葬父親為由請假，嗣德帝也予允准，並給銀二十兩。范富庶回京後，陞吏部侍郎，不久署理參知。嗣德十六年（1863年），以范富庶為欽差大臣，前往南圻嘉定同原欽差大臣潘清簡、林維浹與法國講和，後因談判不力，降一級留用。又充如西副使，和潘清簡、魏克憻一道出使法國。歸國後進覽《西行日記》一書。改授吏部參知。
嗣德十八年（1865年），范富庶署理戶部尚書，充機密院大臣。嗣德二十六年（1873年），因戶部隱匿國帑而降為侍郎，不久開復為參知，署理尚書事務。嗣德二十七年（1874年），北圻商政事務逐漸增多，事務繁重。嗣德帝以范富庶做事幹練，熟悉朝廷事務而任命他為海陽總督，兼充總理商政大臣。范富庶到任後，發現省城歷經兵火，殘破不堪，官府衙門也未能重新修繕。范富庶多方籌措，方使工作逐漸好轉。當時北方文江潰堤，洪水波及海陽平江、寧江二府，災民流離失所，缺衣少食，紛紛前往省城就食。范富庶想要開倉賑濟，但倉中無糧。只得扣押興安五萬漕米，用於賑濟災民。范富庶又給災民發放銀錢，並令壯年災民前往東潮縣開墾耕田過活，等到洪水退卻，再將他們遣回家鄉。
范富庶擔任商政大臣期間，和法國領事一起開港招商，使當地舟車雲集，漸成都市，即後來的海防市。
嗣德二十九年（1876年），廣安和中國欽州一帶有流民為盜，侵擾百姓。范富庶派商辦梁文進前往勸諭流民，流民接受安撫。於是范富庶在當地設置幫社，任命頭目，將他們編冊為民。廣安一帶，稍得安寧。嗣德三十一年（1878年），范富庶陞署協辦大學士，仍領海陽總督一職。嗣德三十二年（1879年），有人上疏說范富庶偏袒清商而對西商不公，以至與法國領事不合，范富庶因而請辭。嗣德帝不准，但密旨嚴責范富庶，要他改過，否則以激變罪論處。後御史楊琯又以清商違法以及海防都督梁文進弄權而彈劾范富庶。嗣德帝命署理海陽總督黎調充任欽差大臣，查辦此事。范富庶上疏請求回京治病，嗣德帝令其留任海陽數月，幫助黎調熟悉政務。嗣德三十三年（1880年），范富庶降為光祿寺卿，領兵部參知，尋因病請辭。嗣德三十四年（1882年），范富庶在家去世，壽六十二歲。廣南省臣上報，嗣德帝惋惜不已，追錄其功，加恩追復署協辦大學士。

## 文學
范富庶文學出眾，《大南實錄》稱“誠南州之冠也”。在海陽時，鐫刻《萬國公法》、《博物新編》、《航海金針》、《開煤要法》、《從政遺規》等書。著有《西行日記》、《西浮詩草》、《蔗園詩集》等。

## 家庭
范富庶有数子数女：
- 長子范富庠，廣澤知府
- 次子范富慶，慶和八品
- 三子范富康，翰林院編修
- 四子范富廪，和榮縣幫辦
- 子范富廈
- 女范氏春嬣，參與刊印《蔗園全集》
- 女范氏春姀，參與刊印《蔗園全集》
- 女婿胡麗
- 後裔范富国，越南共和國軍人